# Argostoli
Argostoli (gr. Αργοστόλι), Argostolion – miejscowość w Grecji, na wyspie Kefalinia, w administracji zdecentralizowanej Peloponez, Grecja Zachodnia i Wyspy Jońskie, w regionie Wyspy Jońskie, w jednostce regionalnej Kefalinia. Siedziba gminy Kefalinia. W 2011 roku liczyła 9748 mieszkańców. W mieście rozwinął się przemysł spożywczy.
Stolica wyspy położona jest nad zakolem głęboko wciętej w ląd zatoki; z główną (wschodnią) częścią Kefalinii łączy ją tzw. grobla Drapano powstała według projektu inż. De Bossueta w 1813. Po trzęsieniu ziemi w 1953 r. zniszczone doszczętnie miasto zostało całkowicie przebudowane. Wraz z unicestwieniem zabytkowej architektury weneckiej brak w nim jakichkolwiek interesujących zabytków przeszłości; jako jej pamiątkowe elementy zachowały się obeliski i skromne pomniki. Do bardziej widocznych należy miejsce poświęcone pamięci ponad 6 tysięcy żołnierzy włoskiej dywizji piechoty „Acqui”, wymordowanych przez Wehrmacht w drugiej połowie września 1943 roku.
Ważniejsze pamiątki historyczne z miejscowego terenu przechowują tamtejsze muzea:
- Muzeum Historii i Sztuki Ludowej (Korgialenio) – ze zbiorami prezentującymi miejscową kulturę, obrzędowość religijną i obyczaje
- Muzeum Archeologiczne – z niewielką ekspozycją ceramiki, biżuterii i innych obiektów pochodzących z pochówków lub związanych z obrzędami pogrzebowymi
- zbiory fundacji Fokas-Kosmetatos – z wystawą pamiątek obrazujących życie wyższych warstw miejscowej ludności (meble, obrazy itp.)

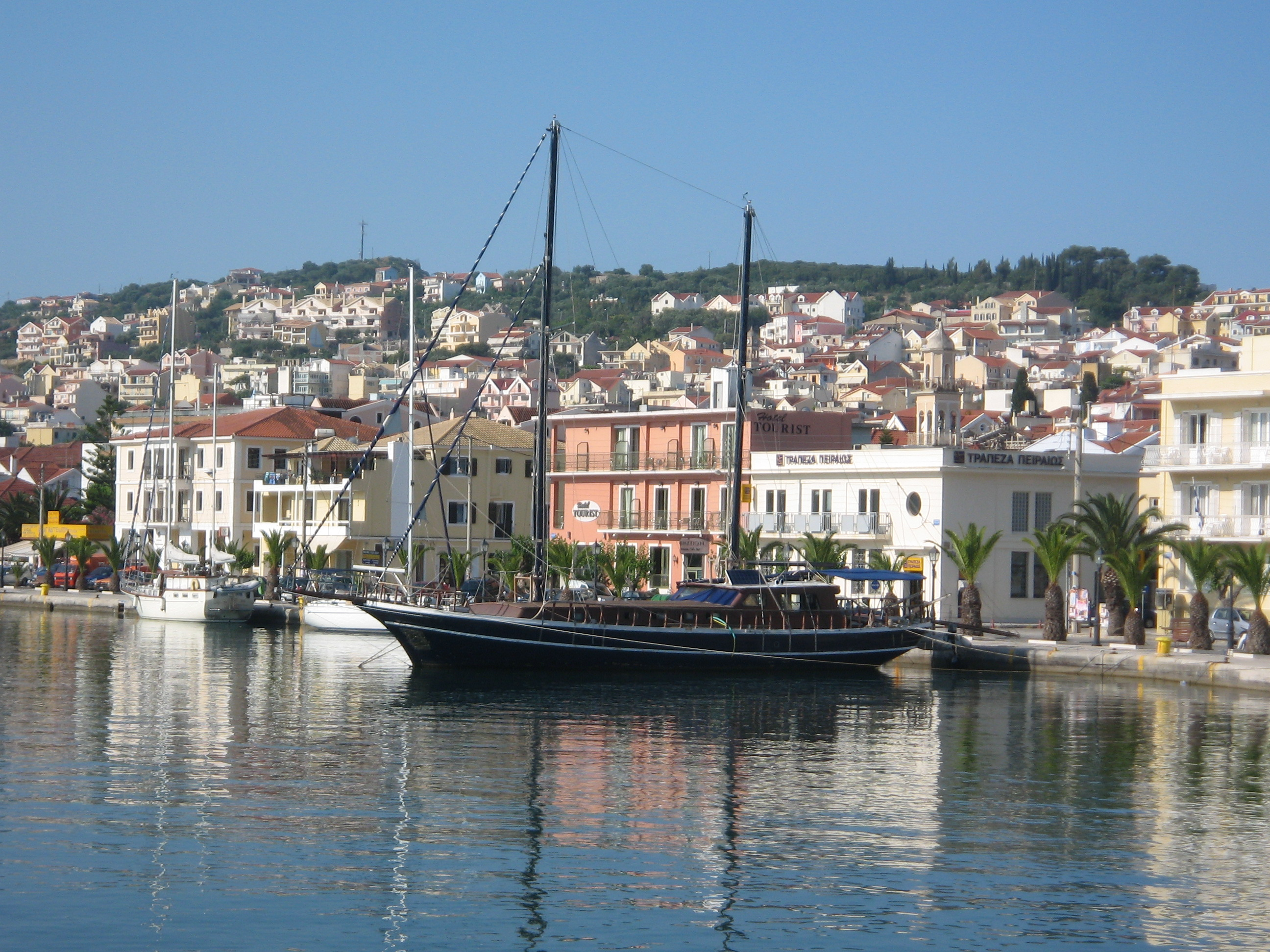
Widok miasta od strony portu
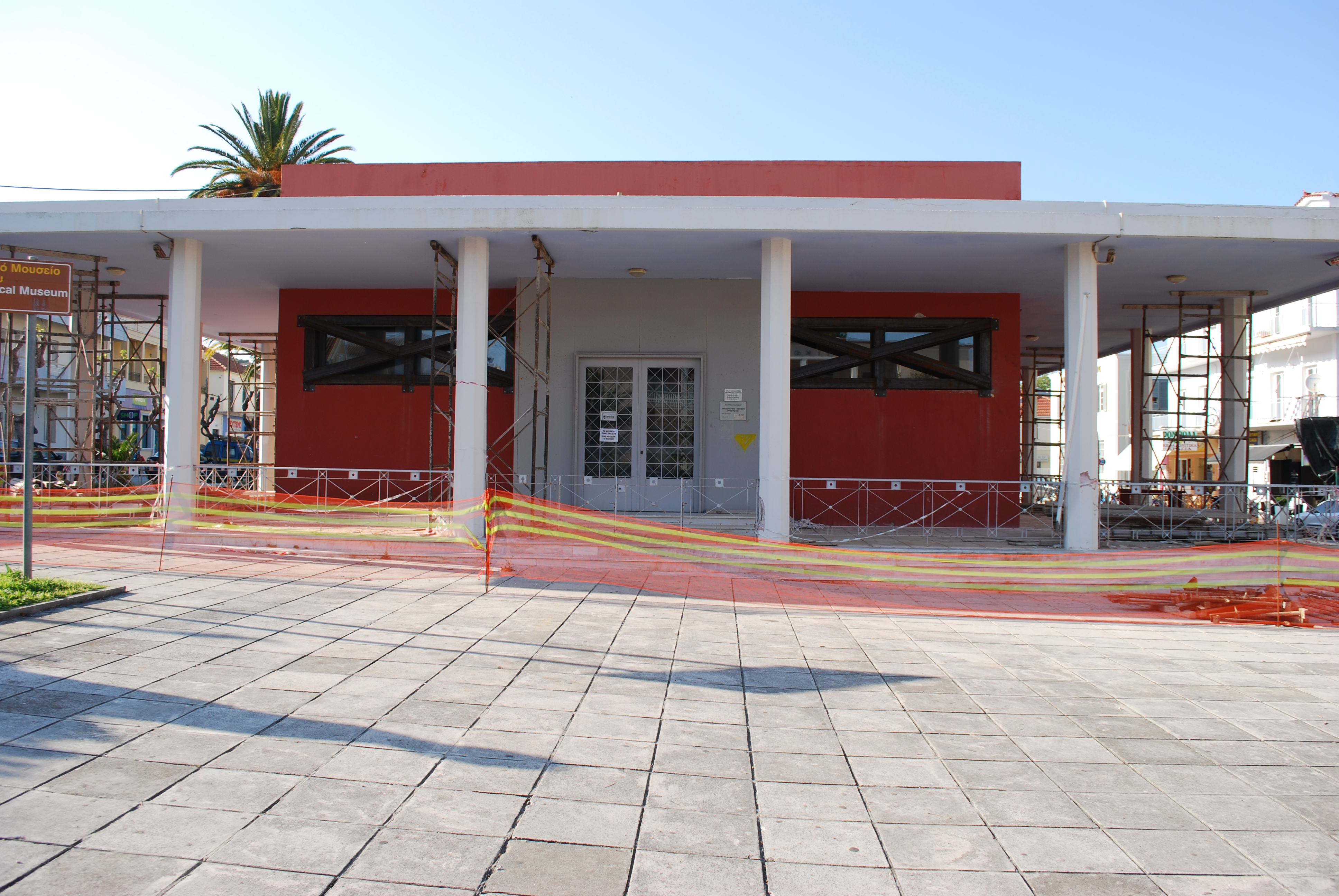
Muzeum Archeologiczne
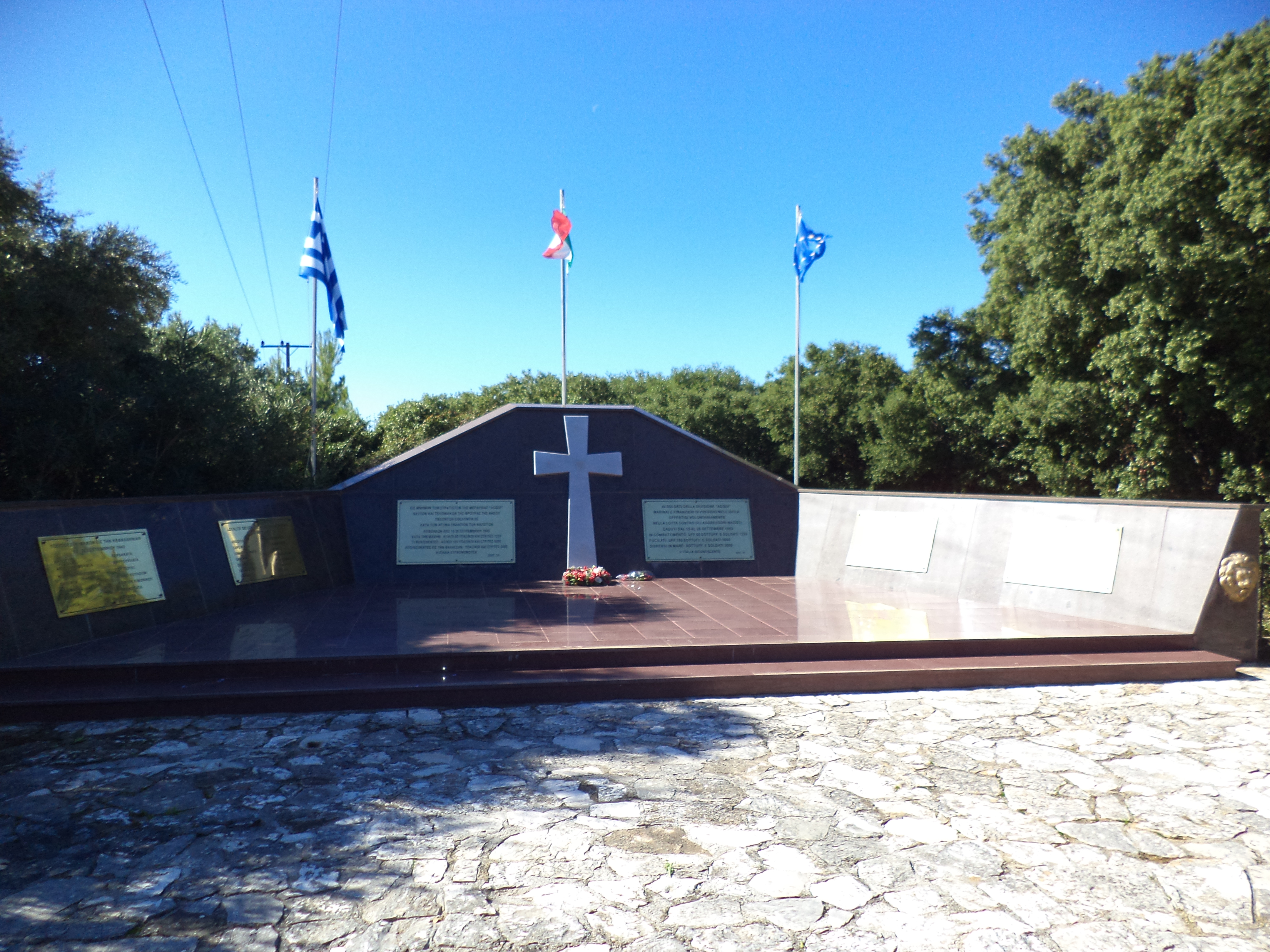
Miejsce pamięci włoskich żołnierzy